# محاكاة تكسر الجزيئات
محاكاة تكسر الجزيئات عملية مهمة تُستخدَم في التجليخ.
يُعد التجليخ عملية أساسية مهمة في العديد من الصناعات، مثل صناعات الخزف والمُركّبات والغذاء والمعادن ومواد الطلاء والأحبار والأدوية، إلا أن التقنيات المستخدمة حاليًا يعيبها الافتقار إلى الكفاءة وارتفاع استهلاكها للطاقة. ولهذا فمن المهم تصميم عمليات التجليخ تصميمًا صحيحًا، وتشغيل آلات التجليخ في ظروف التشغيل الأمثل.
هناك طريقتان لمحاكاة تكسر الجزيئات هما: نموذج الموازنة الجماعية للجزيئات عند كل مستوى من مستويات الطاقة وطريقة العناصر المنفصلة.

## نموذج موازنة الجزيئات
يُستخدم نموذج موازنة الجزيئات (PBM) في الغالب للتنبؤ بفعالية أداء التجليخ، ويتطلب المعرفة بوظيفتي الاختيار والتكسير، واللتين ترتبطان بتوزيع الطاقة داخل المطاحن.

## طريقة العناصر المنفصلة
عملية التجليخ عملية معقدة، وتعتمد اعتمادًا كبيرًا على التفاعل بين الجزيئات. ولهذا فإن معرفة توزيع الطاقة داخل المطاحن لا غنى عنه لتحديد المعايير في نموذج الموازنة الجماعية للجزيئات. ويصعب الحصول على مثل هذه المعلومات عن طريق التجربة، ولكن المحاكاة الرقمية المعتمِدة على طريقة العناصر المنفصلة (DEM) تحدد توزيع الطاقة بسهولة، اعتمادًا على ميكانيكا التلامس التي تُعد علمًا راسخًا.